# حسين فهمي (لاعب كرة قدم)
حسين فهمي، هو لاعب كرة قدم مصري يلعب كلاعب خط وسط. ولد في 1 يناير عام 1984. يلعب حاليًا في صفوف لنادي الجونة. يتميز حسين بأنه يستطيع أن يلعب كلاعب وسط مدافع أو مهاجم على حدٍ سواء.